# 高槻市立北大冠小学校
高槻市立北大冠小学校（たかつきしりつ きたおおかんむりしょうがっこう）は、大阪府高槻市宮野町にある公立小学校。

## 沿革
- 1969年4月 - 高槻市立高槻小学校より分離開校
- 1970年3月 - 体育館完工
- 1970年7月 - プール完工
- 1976年4月 - 高槻市立松原小学校を分離

## 交通
- 阪急京都線 高槻市駅下車、

高槻市営バス六中前行きで、北大冠校前停留所下車、西へ2分

## 通学区域
- 宮野町、天王町、緑町、野田1～4丁目